# Lipovka (vattendrag i Vitryssland)
Lipovka (ryska: Липовка) är ett vattendrag i Belarus.   Det ligger i voblasten Mahiljoŭs voblast, i den centrala delen av landet, 140 km öster om huvudstaden Minsk.
I omgivningarna runt Lipovka växer i huvudsak blandskog. Runt Lipovka är det ganska tätbefolkat, med 104 invånare per kvadratkilometer.